# Redwitz (Adelsgeschlecht, Marktredwitz)

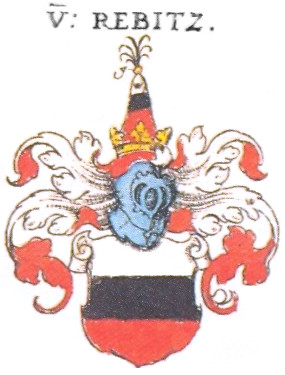
Wappen derer von Redwitz nach Siebmachers Wappenbuch

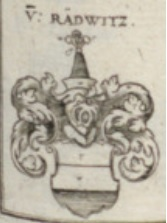
Wappen der vogtländischen v. Rädwitz / v. Redwitz im Egerland und der Ober-Pfalz

Die Familie von Redwitz war ein fränkisches Rittergeschlecht mit Stammsitz in Marktredwitz. Im Siebmacher lautet die Benennung „Rebitz“, dies ähnelt auch dem Dialekt, nachdem die Ortschaft als „Rabertz“ bezeichnet wird.
Zu unterscheiden von der hier beschriebenen Familie ist die Familie von Redwitz aus Redwitz an der Rodach, die auch ein anderes Wappen führt. Die beiden Stammsitze liegen verhältnismäßig nahe beieinander und gehören heute beide dem Regierungsbezirk Oberfranken an.

## Namensvariationen
- Radewize (um 1140) – Quelle: Evang.-Luth. Kirchengemeinde Marktredwitz
- Rädwitz – Quelle: Siebmacher, Bayer. Wappen
- Rebitz – Quelle: Rietstap 1884, Bd. 2, L – Z
- Urkundliche Nennungen der Gefürsteten Äbtissin (siehe Persönlichkeiten) Katharina: Rewitz, Rädwitz, Rondwizerinn, Rebizinn

## Herkunft
- Redwitz (heute Marktredwitz)

Zitat aus dem Internetauftritt der Evang.-Luth. Kirchengemeinde Marktredwitz:
"Die Pfarrei Redwitz war eine Tochterpfarrei von Tirschenreuth und bestand seit mindestens 1140, womit sie sicherlich die älteste Pfarrei des Bistums Regensburg im westlichen Egerland war. Aus ihr gingen die Pfarrsprengel Wunsiedel, Röslau, Bernstein, Höchstädt und Thirsheim des späteren Sechsämterlandes hervor.
Ein archivalisches Datum bezeugt, dass 1384 das Schloss der Herren von Redwitz in eine Kirche und in ein Rathaus umgebaut wurde. Damals dürfte die Vorgängerkirche abgebrochen und neu aufgebaut worden sein."

## Verbreitung
Namensgebender Stammsitz der Familie war die Burg Redwitz in Marktredwitz. Nachdem bereits 1384 die Redwitzer Burg in ein Rathaus und eine Kirche für den Markt Redwitz umgebaut worden waren findet man das Geschlecht auf verschiedenen Rittergütern im Umkreis von Marktredwitz:
- Oberredwitz
- Lorenzreuth
- Leutendorf

In der Zeit der Hussitenkriege beschweren sich die Sparnecker, darunter Hans von Sparneck, 1427 beim Rat in Eger, dass die von Redwitz ihre Untertanen zu ungehorsam verleitet hätten, so dass sie den geforderten Wagen für einen Kriegszug gegen die Hussiten nicht stellen könnten.
An diese ausgestorbene Familie erinnert der Grabstein von Georg von Redwitz aus dem 16. Jahrhundert auf dem alten Friedhof in Marktredwitz.

## Persönlichkeiten
- 1385 Bartholomeum de Rädwitz als Kanoniker anlässlich einer Streitschlichtung der Regensburger Kirche[1]
- Konrad von Redwitz[2]
- Konrad der Redwitzer von dem Hag 1356 in einer Urkunde des Klosters Waldsassen[2]
- Ritter Markart v. Redwitz, Richter zu Eger[2]
- Nikolaus von Rädwitz † 1466, Altherr des Hohen Dom-Stifts zu Regensburg, Erbauer des Dionysis-Altars ebenda und fundierte diesen durch Hingabe zweier Höfe in Teufenbrunn und Denkling[3]
- Katharina von Rädwitz, September 1505 - 27. November 1533 Gefürstete Äbtissin im Stift Obermünster in Regensburg[4]

## Wappen

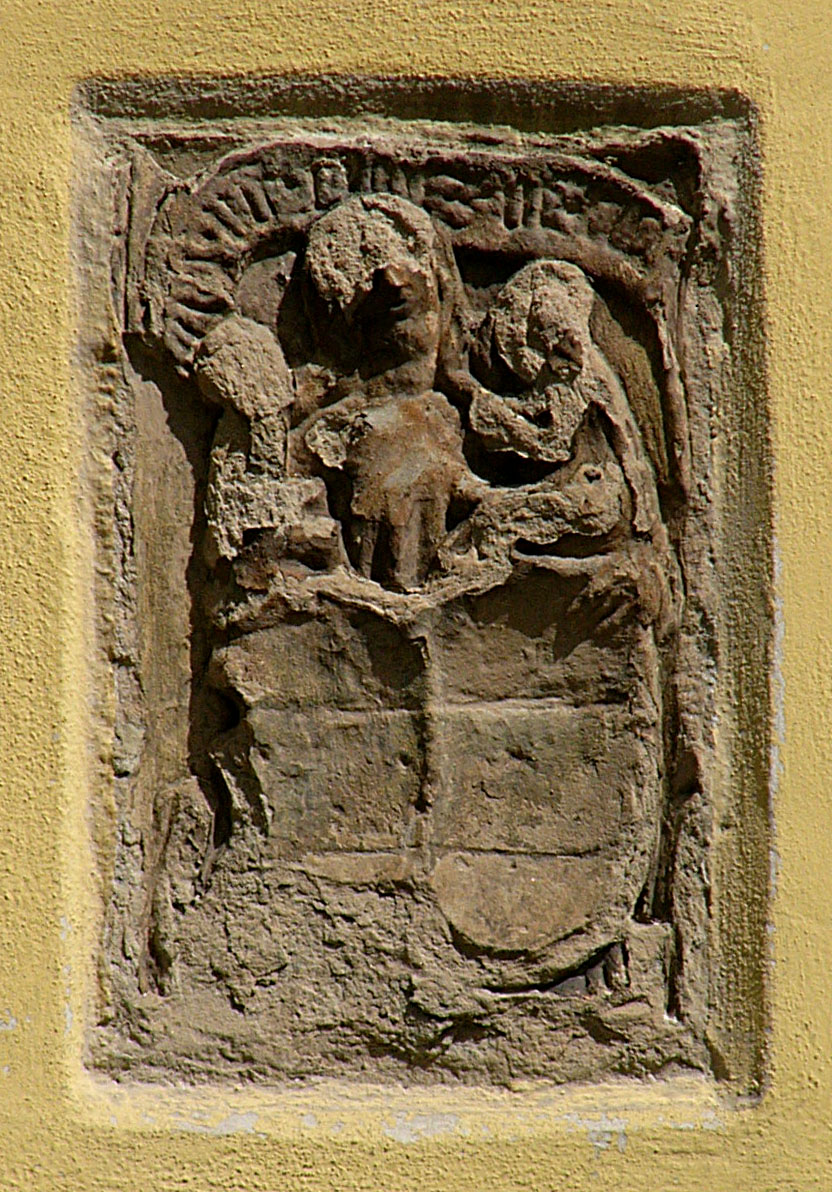
Heilig-Geist-Kirche (früher: Annakirche) in Oberredwitz
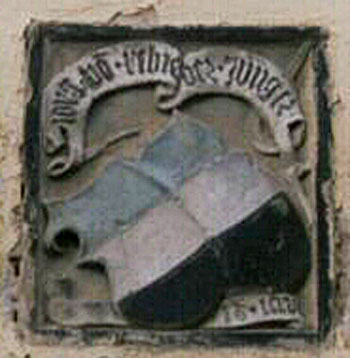
Altes Schloss von Lorenzreuth

Nach Siebmachers Wappenbuch ist der Wappenschild geteilt in Silber, Schwarz und Rot. Die Helmdecken sind Rot und Silber. Die gekrönte Helmzier ist ein Turnierhut in den Farben des Schildes mit aufgesteckten Federn. Die Tingierung des Wappenschildes am Lorenzreuther Schlosses ist davon abweichend Türkis, Silber und Schwarz. Es befinden sich Wappentafeln über dem Eingang vom Alten Schloss in Lorenzreuth und der Heilig-Geist-Kirche (bis 1702: St.-Anna-Kirche) in Oberredwitz.
Wappenverwandt mit den Familien von Veilsdorf, von Feilitzsch, von Hundelshausen, von Zedtwitz, von Roeder, von Machwitz, von Gößnitz, von Perglas. Inwieweit eine Stammesverwandtschaft vorliegt, muss noch bewiesen werden.
Das Wappen der ehemaligen Gemeinde Lorenzreuth erinnert an das Geschlecht.